# Turpinia occidentalis
Turpinia occidentalis är en pimpernötsväxtart som först beskrevs av Olof Swartz, och fick sitt nu gällande namn av George Don jr. Turpinia occidentalis ingår i släktet Turpinia och familjen pimpernötsväxter.

## Underarter
Arten delas in i följande underarter:
- T. o. breviflora
- T. o. occidentalis